# Vrijdagmiddag Live
Vrijdagmiddag Live was een radioprogramma van de Nederlandse omroeporganisatie AVRO. Het werd tussen 10 september 2010 en 27 december 2013 uitgezonden op Radio 1, op vrijdagmiddag van twee uur tot half vijf. Het programma werd gepresenteerd door Jan Mom. 
Het format kwam deels overeen met Spijkers met koppen en bevatte evenzo live muziek, satire, columns, opinie, debat en interviews. Beide programma's werden rechtstreeks uitgezonden uit een café met publiek.
Vrijdagmiddag Live werd uitgezonden vanuit De Kroon aan het Rembrandtplein in Amsterdam. Er was een recensie, een journalistenpanel, een sportrubriek van Frits Barend en een column van Justus van Oel. De hoofdgast werd door Suzanne Mateysen toegezongen met een Googlelied, waarin de biografie van de gast werd samengesteld uit informatie op internet. Sanne Wallis de Vries, Henry van Loon, Pieter Bouwman en Marjan Luif werkten mee aan de satirische rubriek De Tweede Tafel. Andere satirische rubrieken waren De Broer van en de Radiokok.